# Mathieu Acapandié
Mathieu Acapandié (Saint-Pierre, 14 dicembre 2004) è un calciatore francese naturalizzato malgascio, difensore del Nantes e della nazionale malgascia.

## Biografia
È nato in una famiglia di sportivi, infatti i suoi cugini, William Gros e Vincent Acapandié sono anch'essi calciatori.

## Carriera

### Club
Nato nel dipartimento d'oltremare di Reunione, inizia a giocare a calcio in delle società locali, prima di passare, nel 2019, al settore giovanile del Nantes. In pochi anni scala rapidamente le gerachie della giovanili dei gialloverdi, arrivando a giocare con l'under-19 con cui vince due campionati di categoria, nel 2021-2022 e nel 2022-2023.
Nel mentre viene promosso nella squadra riserve militante in Championnat National 2 e firma il suo primo contratto da professionista.
Invece, nel febbraio 2023 viene convocato in prima squadra in occasione di una gara di Coppa di Francia contro l'Angers vinta ai rigori nella quale fa il suo debutto da professionista.

### Nazionale
Dopo aver debuttato con le selezioni giovanili francesi, nel marzo 2025 viene convocato per la prima volta dalla nazionale malgascia in vista di due gare di qualificazione per il campionato del mondo 2026.
Il 26 marzo 2025, dunque, fa il proprio debutto in nazionale giocando da titolare la gara persa per 0-3 contro il Ghana.

## Statistiche

### Presenze e reti nei club
Statistiche aggiornate al 5 maggio 2025.
| Stagione        | Squadra         | Campionato      | Campionato | Campionato | Coppe nazionali | Coppe nazionali | Coppe nazionali | Coppe continentali | Coppe continentali | Coppe continentali | Altre coppe | Altre coppe | Altre coppe | Totale | Totale |
| Stagione        | Squadra         | Comp            | Pres       | Reti       | Comp            | Pres            | Reti            | Comp               | Pres               | Reti               | Comp        | Pres        | Reti        | Pres   | Reti   |
| --------------- | --------------- | --------------- | ---------- | ---------- | --------------- | --------------- | --------------- | ------------------ | ------------------ | ------------------ | ----------- | ----------- | ----------- | ------ | ------ |
| 2022-2023       | Nantes 2        | N2              | 23         | 0          | -               | -               | -               | -                  | -                  | -                  | -           | -           | -           | 23     | 0      |
| 2023-2024       | Nantes 2        | N3              | 20         | 0          | -               | -               | -               | -                  | -                  | -                  | -           | -           | -           | 20     | 0      |
| 2024-2025       | Nantes 2        | N3              | 13         | 0          | -               | -               | -               | -                  | -                  | -                  | -           | -           | -           | 13     | 0      |
| Totale Nantes B | Totale Nantes B | Totale Nantes B | 56         | 0          |                 | -               | -               |                    | -                  | -                  |             | -           | -           | 56     | 0      |
| 2022-2023       | Nantes          | L1              | 0          | 0          | CF              | 1               | 0               | UEL                | 0                  | 0                  | SF          | 0           | 0           | 1      | 0      |
| 2023-2024       | Nantes          | L1              | 0          | 0          | CF              | 0               | 0               | -                  | -                  | -                  | -           | -           | -           | 0      | 0      |
| 2024-2025       | Nantes          | L1              | 0          | 0          | CF              | 0               | 0               | -                  | -                  | -                  | -           | -           | -           | 17     | 3      |
| Totale carriera | Totale carriera | Totale carriera | 56         | 0          |                 | 1               | 0               |                    | -                  | -                  |             | -           | -           | 57     | 0      |

### Cronologia presenze e reti in nazionale
| Cronologia completa delle presenze e delle reti in nazionale ― Madagascar | Cronologia completa delle presenze e delle reti in nazionale ― Madagascar | Cronologia completa delle presenze e delle reti in nazionale ― Madagascar | Cronologia completa delle presenze e delle reti in nazionale ― Madagascar | Cronologia completa delle presenze e delle reti in nazionale ― Madagascar | Cronologia completa delle presenze e delle reti in nazionale ― Madagascar | Cronologia completa delle presenze e delle reti in nazionale ― Madagascar | Cronologia completa delle presenze e delle reti in nazionale ― Madagascar |
| Data                                                                      | Città                                                                     | In casa                                                                   | Risultato                                                                 | Ospiti                                                                    | Competizione                                                              | Reti                                                                      | Note                                                                      |
| ------------------------------------------------------------------------- | ------------------------------------------------------------------------- | ------------------------------------------------------------------------- | ------------------------------------------------------------------------- | ------------------------------------------------------------------------- | ------------------------------------------------------------------------- | ------------------------------------------------------------------------- | ------------------------------------------------------------------------- |
| 24-3-2025                                                                 | al-Hoseyma                                                                | Madagascar                                                                | 0 – 3                                                                     | Ghana                                                                     | Qual. Mondiali 2026                                                       | -                                                                         |                                                                           |
| 8-6-2025                                                                  | Orléans                                                                   | RD del Congo                                                              | 3 – 1                                                                     | Madagascar                                                                | Amichevole                                                                | -                                                                         | 67’                                                                       |
| Totale                                                                    |                                                                           | Presenze                                                                  | 2                                                                         |                                                                           | Reti                                                                      | 0                                                                         |                                                                           |

## Palmarès

### Competizioni giovanili
- Championnat National U19: 2

Nantes: 2021-2022, 2022-2023